# Het Rijnlands Lyceum Oegstgeest
Het Rijnlands Lyceum Oegstgeest is een algemeen bijzondere school voor voortgezet onderwijs in de Nederlandse plaats Oegstgeest, provincie Zuid-Holland. De school telde 1470 leerlingen (2011). Het gebouw is ontworpen door architect Rudi Bleeker (de nieuwbouwvleugel uit 2004 is van de hand van Dirk Jan Postel).
Het is een van de vier scholen die de Stichting Het Rijnlands Lyceum omvat. De andere staan in Sassenheim, Wassenaar en Den Haag Kijkduin (The International School of The Hague).
Het RLO, zoals de school wordt genoemd, is een school voor havo, atheneum en gymnasium. Daarnaast biedt het Rijnlands Lyceum Oegstgeest tweetalig onderwijs onderwijs (TTO) aan in de talen Nederlands en Engels en een geheel Engelstalige opleiding.

## Bekende oud-leerlingen

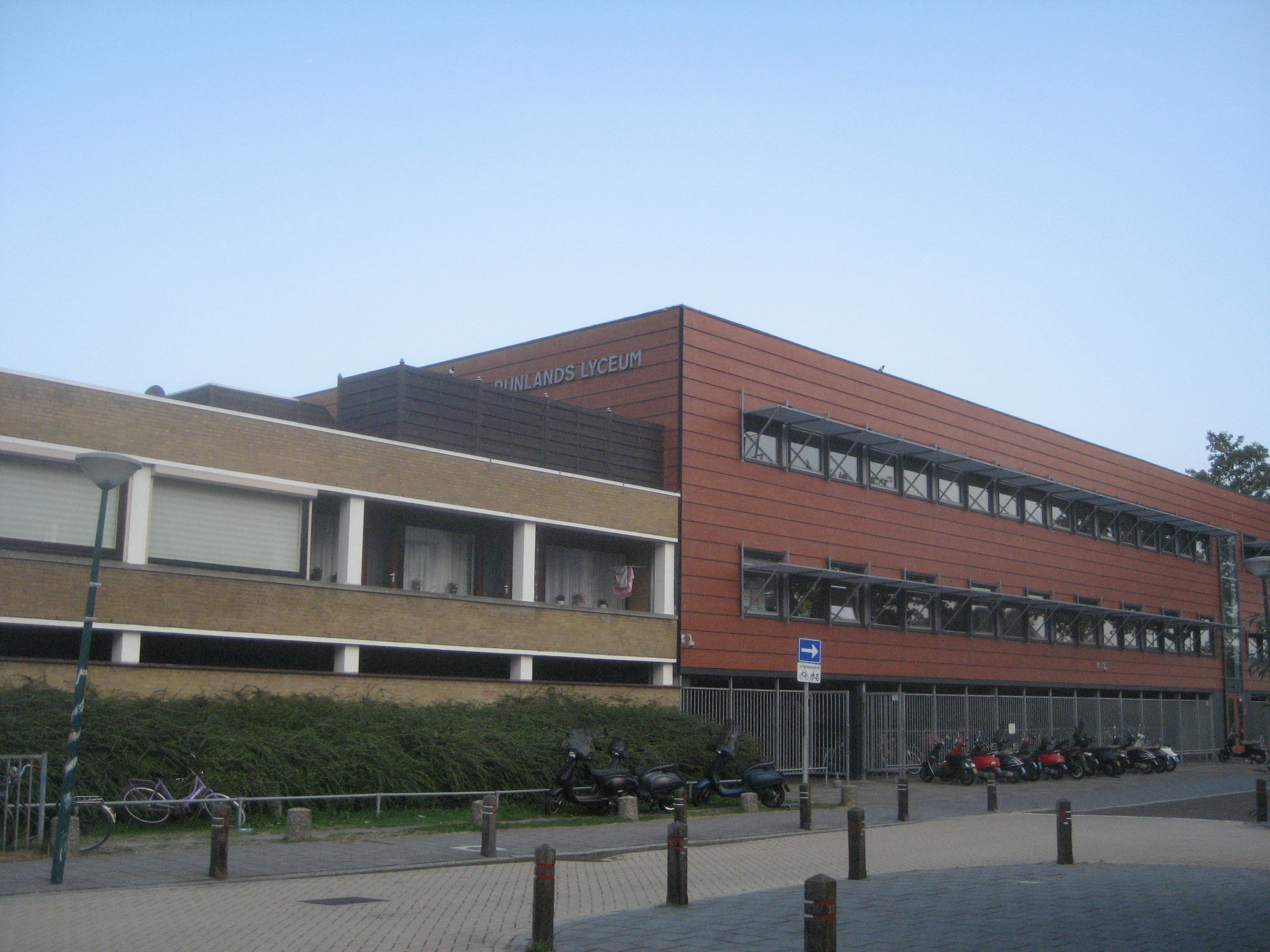
Rijnlands Lyceum Oegstgeest

| - Rudy Andeweg - Jet Bussemaker - Maarten Fontein - Harold Goddijn - Fleur Gräper - Rogier in 't Hout - Stine Jensen | - Liesbeth Koenen - Simon Kuper - Sanne Langelaar - Rick Lawson - Kajsa Ollongren - Fokke Obbema - Melchior van Rijn | - Thomas Rueb - Marieke van Schaik - Gerard Spong - Diederik Stapel - Taeke Taekema - Philip Walkate - Erik-Jan Zürcher |

## Bekende (oud-)docenten
- Ko Colijn (economie, jaren 70)
- Wicky Eekhof-de Vries (maatschappijleer, 1966-1980)